# Calamotropha joskeaella
Calamotropha joskeaella là một loài bướm đêm trong họ Crambidae.